# Alaksandu
Alakšandu war ein Herrscher des hethitischen Vasallenstaats Wiluša im 13. Jahrhundert v. Chr.
Bekannt ist er aus einem Staatsvertrag, der sich bei den Ausgrabungen in der hethitischen Hauptstadt Ḫattuša unter den Tontafel-Keilschriftfunden des Palastarchives fand, dem sogenannten Alakšandu-Vertrag (CTH 76). Darin erkennt der Großkönig Muwattalli II. (etwa 1294 v. Chr. bis 1272 v. Chr.) Alakšandu als Vasallen an und versichert ihn seines Schutzes. Ferner geht aus dem Vertrag hervor, dass Alakšandu Nachfolger eines Königs Kukkunni ist, jedoch nicht, ob er Kukkunni unmittelbar auf dem Thron folgte. Von Kukkunni ist aus dem Vertrag bekannt, dass er sich in der Zeit der Arzawa-Kriege nicht gegen Šuppiluliuma I., den Großvater Muwattallis II., wandte, sondern regelmäßig Gesandte an den Hof Ḫattušas schickte.
Schon in den 1920er Jahren hatte vor allem Emil Forrer eine Gleichsetzung des in hethitischen Texten genannten Ortes Taruiša mit Troja und die Identität von Wiluša mit der Stadt (W)Ilion, einer griechischen Alternativbezeichnung von Troja, angenommen. Eine Verbindung des Namens Alakšandu mit dem griechischen Namen Alexandros, den auch Homer in der Ilias sehr oft als Alternativnamen für den Priamos-Sohn Paris verwendet, zog erstmals 1911 Daniel David Luckenbill in Erwägung, Paul Kretschmer vertrat eine Gleichsetzung dann 1924 in einem Artikel ausführlich. Der Herleitung des Namens Alakšandu aus dem Griechischen wurde vor allem durch Ferdinand Sommer widersprochen, u. a. weil nach dessen Meinung die Endung -andros (Mann) in griechischen Personennamen erst ab der archaischen Zeit vorgekommen sei. Sommer hielt den Namen Alakšandu viel eher für kleinasiatisch, Alexandros dagegen für eine gräzisierte Form dieses Namens und verwies darauf, dass in Homers Epen die meisten Personen, deren Name auf –andos endet, Nichtgriechen seien. Inzwischen wurde jedoch in Mykene ein Linear-B-Täfelchen (My 303) entdeckt, auf dem der Personenname a-re-ka-sa-da-ra (=Alexandra) steht, weshalb die Gleichsetzung der Namen Alakšandu und Alexandros mittlerweile viel Zuspruch erhalten hat.